# Moenkhausia costae
Moenkhausia costae är en fiskart som först beskrevs av Steindachner, 1907.  Moenkhausia costae ingår i släktet Moenkhausia och familjen Characidae. Inga underarter finns listade i Catalogue of Life.